# Marco Antonio García y Suárez
Marco Antonio García y Suárez (Terrabona, Matagalpa 14 de febrero de 1899 – Granada 15 de julio de 1972), fue un sacerdote y obispo nicaragüense, que se desempeñó como Obispo de Granada, entre 1953 a 1972.

## Biografía
Fue ordenado sacerdote el 2 de abril de 1922 en la ciudad de Matagalpa. 
Fue electo III obispo de la diócesis de Granada el 17 de marzo de 1953.
Fue consagrado el 24 de mayo de 1953 por Antonio Taffi, Arzobispo titular de Sergiopolis y sus Co-Consagradores fueron, Vicente Alejandro Gonzalez y Robleto, Arzobispo de Managua e Isidro Augusto Oviedo y Reyes, Obispo de León.
Su obispado comprende parte de la historia de la dictadura de los Somoza de la cual siempre mantuvo una estrecha amistad, ejemplo de ello fue cuando rechazo suscribir la carta pastoral del 29 de junio de 1971, que tenía como encabezado y temática central “El deber del testimonio y la acción cristiana en el orden político”.
Presentó su renuncia el 14 de julio de 1972 y falleció el 15 de julio de 1972.